# Здание Банка Китая (Макао)
Здание Банка Китая (Bank of China Building, Edificio Banca da China, 澳门中银大厦) — 38-этажный небоскрёб высотой 163 метра, расположенный в Макао (местная штаб-квартира Bank of China). Построен в 1991 году в стиле модернизма по проекту компании P & T Architects & Engineers (англ.). Долгое время был самым высоким зданием города. Имеется три подземных этажа. Фасад декорирован серебристым стеклом, розово-серым гранитом и элементами из нержавеющей стали.